# Öland
Öland és una illa de la costa de Suècia, i la més petita de les tradicionals províncies sueques. Öland té una superfície de 1342 km² i està situat al Mar Bàltic davant de la costa de Småland. Està separada del continent per l'Estret de Kalmar i es connecta amb aquest pel Pont d'Öland de 6 km, que es va inaugurar el 30 de setembre el 1972.
L'illa forma part del Comtat de Kalmar i la seva capital és Borgholm.

## Orografia
Té forma allargada i presenta un relleu tabular de poca altura inclinat vers la Bàltica que ofereix una costa de penya-segats a l'estret de Kalmar.

## Economia
Hi ha conreus de patates i de bleda-rave sucrera, però darrerament és més coneguda com a lloc d'estiueig.

## Història
L'illa és esmentada per primer cop el 98 per Tàcit, que anomenà als habitants de l'illa aviones. El mateix grup tribal és nomenat per Widsith com a eowan, i més tard Wulfstan nomenà l'illa Eowland, la terra dels eowan.
Hi trobem Sandby borg, un important jaciment arqueològic de l'edat del ferro que va ser escenari d'una massacre durant el segle v.
Öland formà un comtat independent entre 1819 i 1824, però l'illa ha format part del comtat de Kalmar des del 1634.

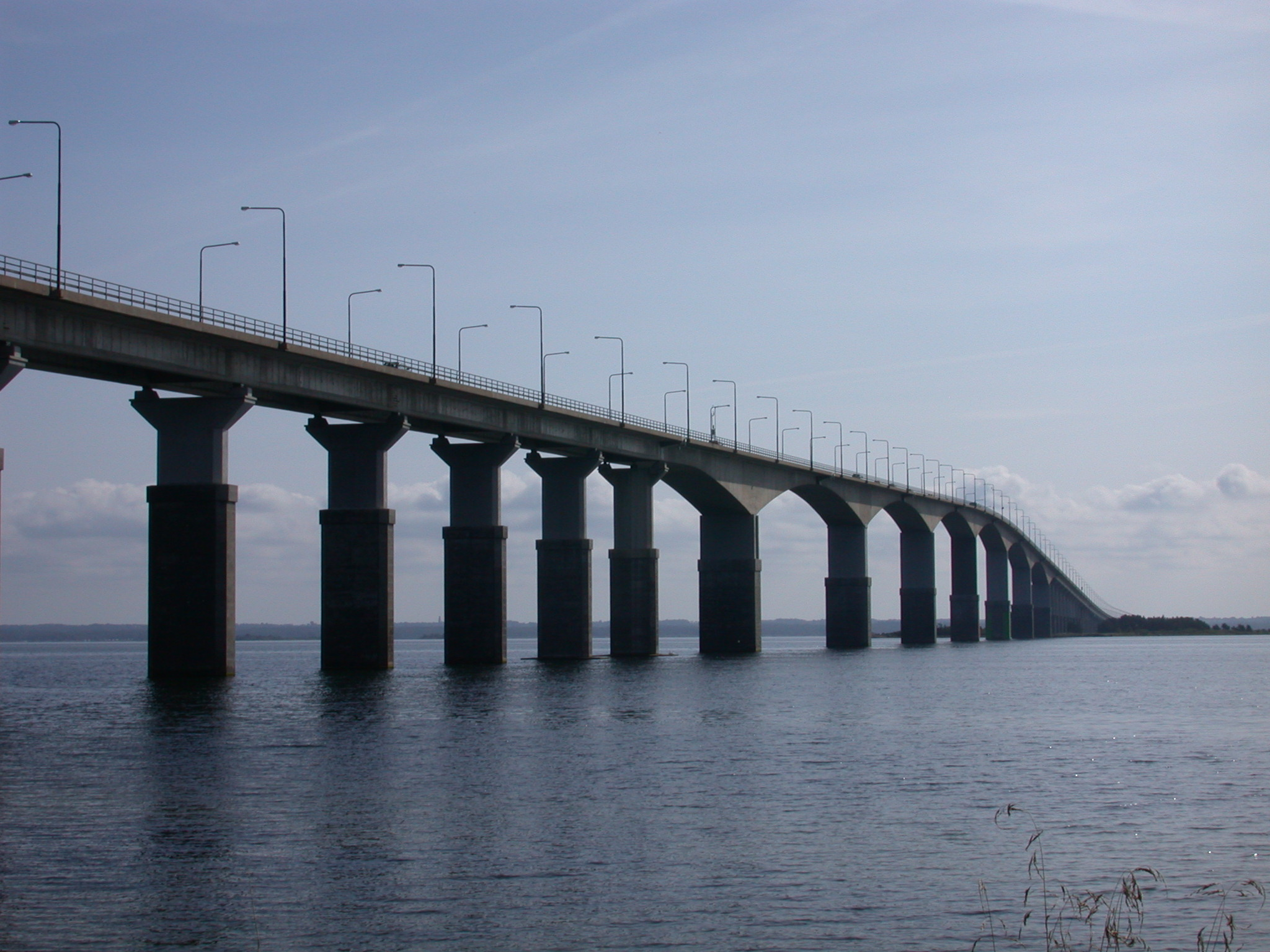
El Pont d'Öland (Ölandsbron)